# 1122 dans les croisades
Cette page regroupe les évènements concernant les Croisades qui sont survenus en 1122 : 
- septembre : Josselin de Courtenay est capturé par Balak l'Ortoquide et emprisonné à Kharpout[1].
- mort de Hugues du Puiset, comte de Jaffa[2].